# Serra d'en Cintet
La Serra d'en Cintet és una serra situada al municipi de Sant Climent Sescebes a la comarca de l'Alt Empordà, amb una elevació màxima de 187 metres.